# ワンツーワン個別学院
ワンツーワン個別学院（わんつーわんこべつがくいん）とは愛知県名古屋市千種区今池に本部を置く学習塾フランチャイズである。

## 概要
「ワン・ツー・ワン個別学院」は、2009年（平成21年）2月末時点で全国に66校展開されていた。2017年（平成29年）1月現在、全国にワン・ツー・ワン学習法を導入しているのは、直営を含め35の教育施設である。
1999年（平成11年）まで、学院長および社長が、知多半島を中心に「白沢台スクール」「にしの台スクール」「桐ヶ丘スクール」（有限会社フロンティア・フィールド）として学習塾を展開する。これらの教室でビデオ授業を取り入れたのをきっかけにFC事業を開始する。
2000年（平成12年）「フロンティア・フィールド」を「ワンツーワン個別学院」に改名。名古屋市千種区に本部を設置（現所在地）してフランチャイズ事業部を発足。
2007年（平成19年）、興学社が運営するプリンス個別学院がワン・ツー・ワン個別学院と提携しフランチャイズ加盟。加盟代理店として積極的にフランチャイズ加盟募集も支援した。これを機にFC加盟校数が増加した。
2009年（平成21年）、ワン・ツー・ワン個別学院は、興学社との業務提携を解消。興学社はワン・－ツー・ワン個別学院の該当教室を興学社の定める屋号に改称。これによりワン・ツー・ワン個別学院は関東地区で大幅に加盟校数を減らす。
2012年（平成24年）、ワン・ツー・ワン個別学院直営校は、フランチャイズ事業を中心とするため、直営校を千種に本部教室を移転した。

## 沿革
- 1977年（昭和52年）太田学院長が学生時代に自室で起業、その後自宅の横の空いた土地に教室を造る[6]。

- 2000年（平成12年）3月 - 株式会社ヒューマン教育ネットを設立。名古屋市千種区（現所在地）。

- 2001年（平成13年）7月 - 同じ事務所内で株式会社ワンツーワンとして「ワンツーワン個別学院」を設立。